# Korona Cesarstwa Niemieckiego

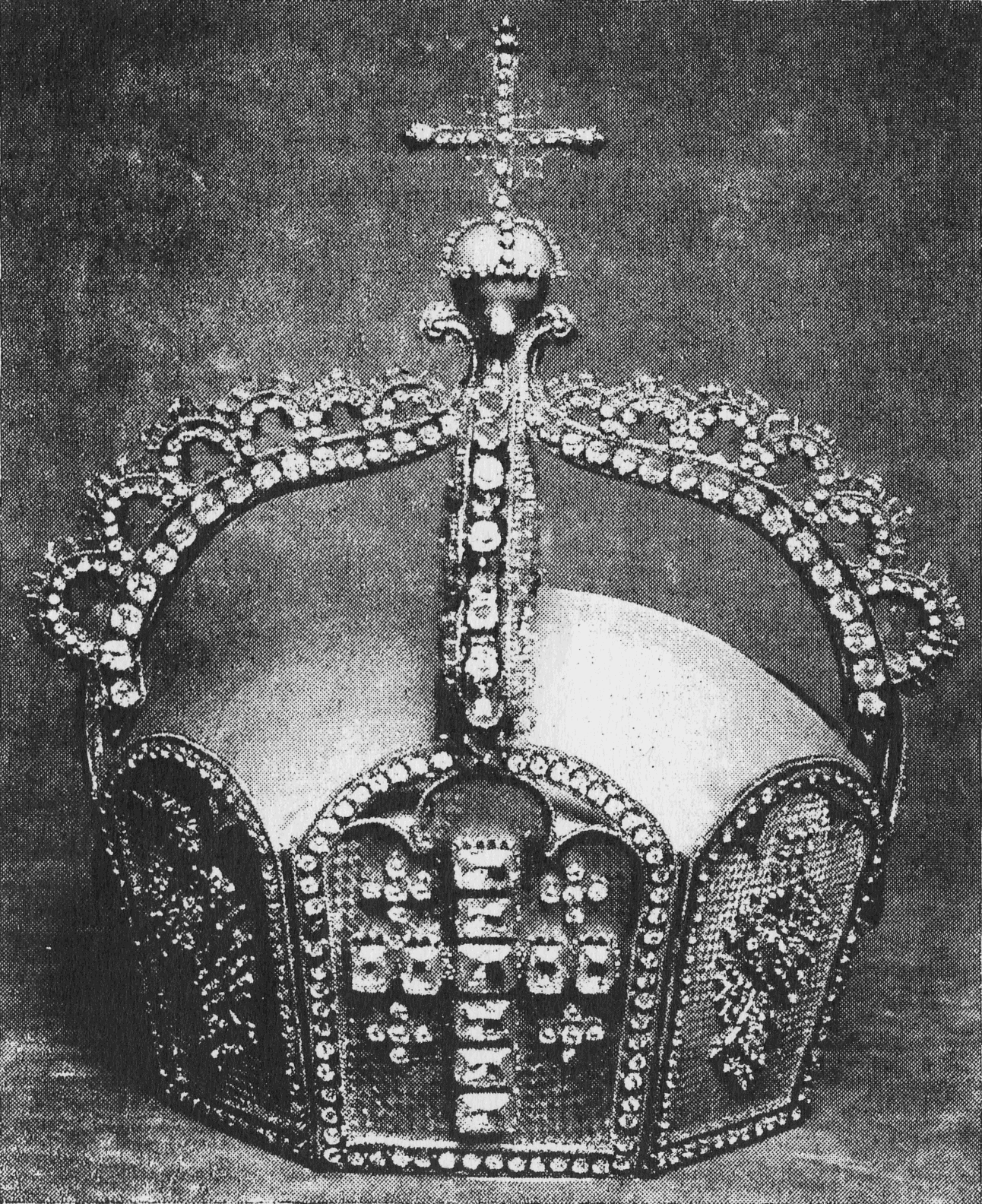
Model korony z pałacu Monbijou

Korona Cesarstwa Niemieckiego – korona cesarska zaprojektowana w 1871 roku dla Wilhelma I Hohenzollerna
Korona państwowa II Rzeszy była wzorowana na średniowiecznej koronie Rzeszy używanej od X do XVIII wieku przy koronacjach władców Niemiec i cesarzy rzymskich.
Korona Cesarstwa Niemieckiego nigdy nie powstała. W 1872 roku wykonano jedynie jej drewniany model, który przechowywany był do czasów II wojny światowej w pałacu Monbijou. W czasie nalotów alianckich na Berlin przedmiot ten uległ zniszczeniu.
W latach 1871–1918 korona Cesarstwa Niemieckiego była wykorzystywana w heraldyce niemieckiej.

## Galeria

Korona Cesarstwa Niemieckiego
Godło Cesarstwa Niemieckiego 1871-1918
Godło Cesarstwa Niemieckiego 1871-1918
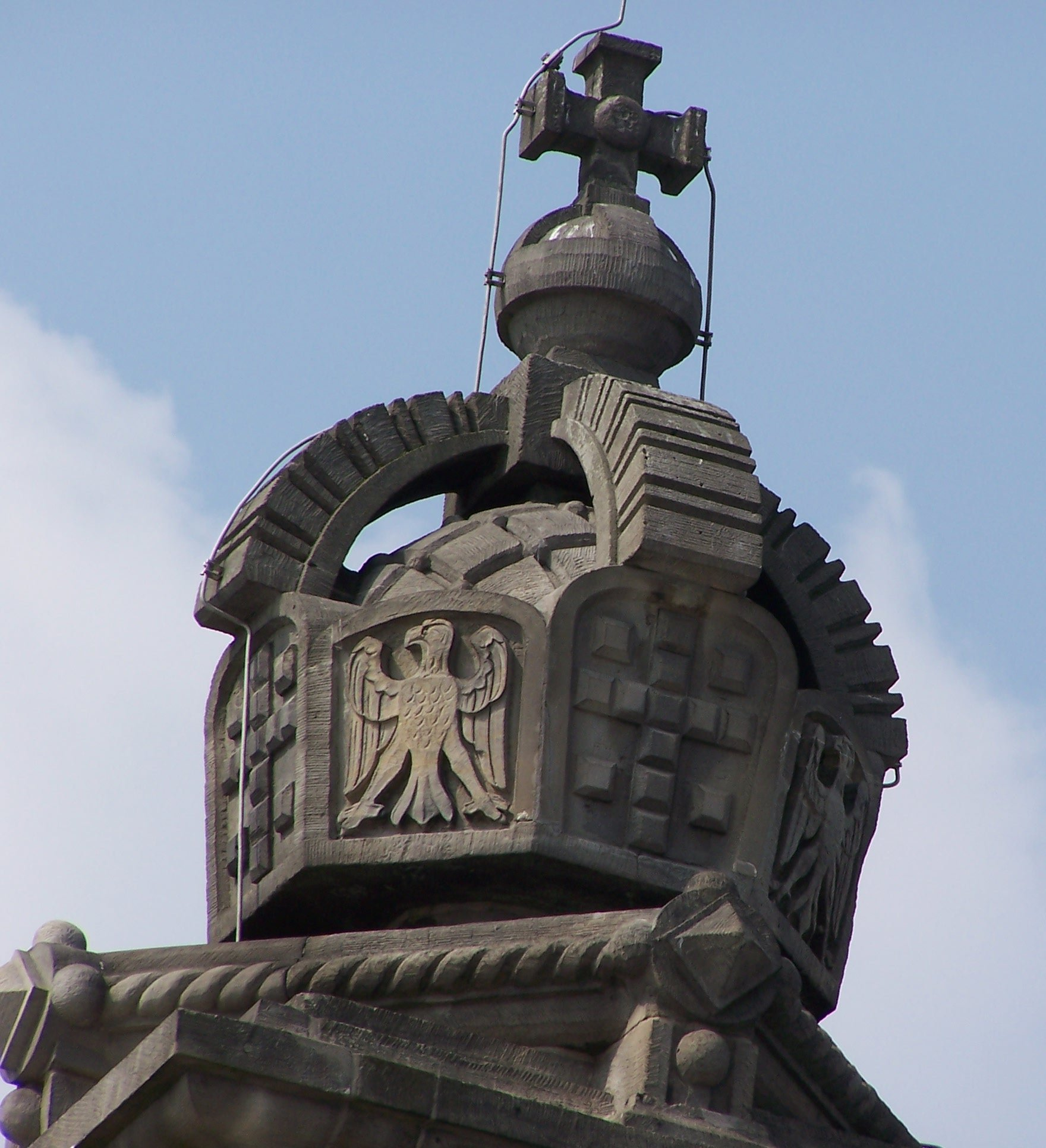
Korona Cesarstwa Niemieckiego jako element dekoracji Reichstagu w Berlinie
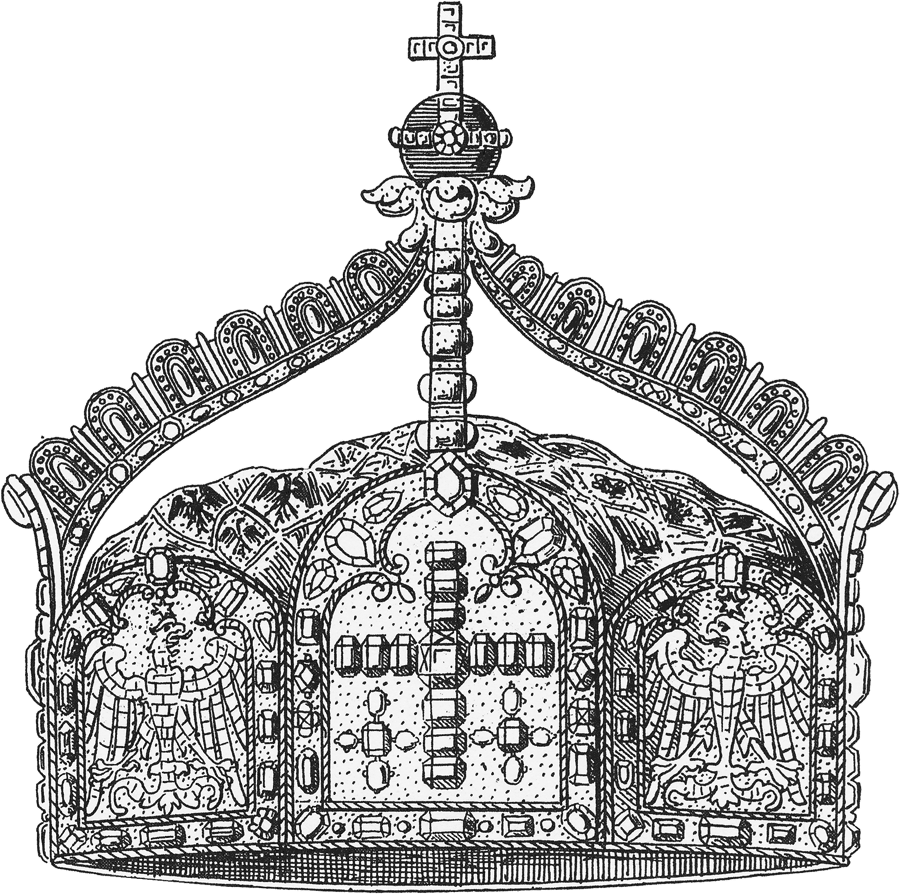
Model korony Cesarstwa Niemieckiego (rysunek z 1889 roku)
Sztandar cesarski 1871-1918